# 응결성
응결성(Cohesion)은 한 텍스트나 문장에 다른 한 텍스트가 포함되어 있고, 그 포함된 텍스트에 의미가 부여되는 경우, 전체 텍스트 내에서 보이는 문법적 연결성(grammatical linking) 혹은 어휘적 연결성(lexical linking)을 말한다. 이는 광의의 응집성(coherence)과도 연관된다.
응결성에는 다음 두 유형이 있다.
- 문법적 응결성(grammatical cohesion) : 구조적(structural)인 것에 기반
- 어휘적 응결성(lexical cohesion) : 어휘적(lexical)인 것과 배경지식(background knowledge)에 기반

응결성이 있는 텍스트는 여러 방법으로 만든다. Cohesion in English라는 책에서 할리데이(M.A.K. Halliday)와 하산(Ruqaiya Hasan)은 텍스트에서 응집성을 만드는 다섯 범주의 응결성 장치를 제시하였다. 참조(reference), 생략(ellipsis), 대체(substitution), 어휘적 응결성(lexical cohesion), 접속사(conjunction)이 그것이다.

## 참조
응결성을 만드는 참조 관련 장치로는 두 개가 있다.
- 대용(anaphora) : 앞서 언급한 사물이나 사람을 다시 언급할 때 재차 반복하는 것을 피하기 위하여 사용한다. 예를 들어 "the taxi driver"를 대명사(pronoun) "he"로 대체하는 것, "two girls"를 "they"로 대체하는 것 등이 있다. 다른 예로는 "앞서 언급하였듯(as stated previously)" 혹은 "전술한 바(the aforementioned)"와 같은 관용적 반복구(formulaic sequence)가 있다.
- 후방대용(cataphora) : '대용(anaphora)'의 반대 개념으로, 본래 지시하는 것이 뒤에 나오고 앞에서는 간략하게 추상적으로 언급한다. 예를 들어, "여기 그가 왔습니다. 시상식 진행자 존 도입니다!(Here he comes, our award-winning host... it's John Doe!)" 이라 했을 때, 'he'가 먼저 나오고 'John Doe'가 나중에 나온 것이다. 후방대용은 문어에서도 자주 보인다.

또한 참조장치이나 응결성을 만들지 못하는 사례가 하나 있다.
- 외용(外用, exophora) : 전술한 것이 없는 상황에서 총칭(generic)이나 추상명(abstract)을 표시한다. 대용이나 후방대용은 텍스트 내에서 정체를 밝혔다는 점에서 내용(內用, endophora)에 속한다. 즉 개념을 소개하기 보다는 '모든 것(everything)'과 같은 총칭적인 단어(generic word)를 통하여 표현한다. 접두사 'exo'는 '밖(outside)'를 의미하며, 이렇게 언급된 사람이나 사물, 사건은 구체적으로 규명되지 않는다. 할리데이와 하산은 두 요소를 한 텍스트 내에서 하나로 연결하지 못한다는 점에서 외용이 응결성이 없다고 보았다.

## 생략
생략(Ellipsis)은 어떤 언급이 있은 다음에 그에 관한 구가 반복되어야 할 때 일부 단어들이 생략되는 것을 말한다.
단순한 대화 예시로는 다음과 같다.
- A: 어디 가려고 하니?(Where are you going?)
- B: 춤추러요.(To dance.)

B의 대답을 완벽한 문장으로 만들면 '저는 춤추러 갑니다.(I am going to dance.)'가 된다.
단순한 예시로는 '작은 애는 활달했지만 큰 애는 과묵했다.(The younger child was very outgoing, the older much more reserved.')'와 같은 문장이 있다. '큰 애' 이야기가 나오는 두 번째 절에 'child'와 'was'가 생략되었음을 알 수 있다.

## 대체
어떤 단어가 생략되지 않고 보다 일반적인 의미의 다른 단어로 대체되는 것을 말한다. 예를 들어,
A : 어떤 아이스크림이 좋니?(Which ice-cream would you like?)

B : 나는 분홍색인 것 좋아해.(I would like the pink one.)
이라는 대화에서, '것(one)'이 '아이스크림(ice-cream)' 대신에 사용되고 있다. 단, 일반적인 한국어 구어체에서는, '분홍색인 것'이라는 표현보다는 '분홍색'과 같이 표현하는 것이 자연스럽다. 즉, 영어에 비해 한국어에서는 대체 대신 생략 방식을 사용하는 경우가 많다.

## 어휘적 응결성
어휘적 응결성(Lexical cohesion)은 텍스트 내의 여러 요소들을 연결하는 연관 단어들을 선택하는 방식을 말한다. 반복(repetition)과 연어(collocation)가 있다. 반복은 동일한 단어나 동의어(synonym), 반의어(antonym) 등을 사용한다. 예를 들어 '어떤 드레스를 입을 거야?(Which dress are you going to wear?)'라는 문장에 대해, '나는 내 초록색 프록을 입을거야.(I will wear my green frock.)'라고 답하였을 때, 동의어 '드레스(dress)'와 '프록(frock)'을 사용하여 어휘적 응결성을 나타내었다. 연어는 일반적으로 혹은 전형적으로 함께 사용하거나 같은 의미를 나타내는 연관 단어들을 사용하는 것이다. 예를 들어, '옛날 옛적에(once upon a time)'에서, '과거의 한 때(once)'와 '어느 한 때(upon a time)'라는 두 부분을 동시에 쓰는 경우이다.

## 같이 보기
- 연결어
- 연어
- 접속사